# Аманор и Ванатур
Аманор (арм. Ամանոր) — в армянской мифологии, наряду с Ванатуром, божество армянского Нового года и владыка урожая. Оба связаны с культом плодородия в Древней Армении. Ванатур считался богом гостеприимства и щедрых хозяев. Согласно некоторым теориям Аманор и Ванатур являются просто разными именами одного и того же божества. Согласно Н. Эмину, в частности, Ванатур — лишь эпитет Аманора, а не собственное имя отдельного божества.
Пережитки культа Аманора и Ванатура сохранялись до XX века и прослеживаются в хвалебных песнях о «Нубаре» («Новый плод»).

## Аманор
«Аманор» (арм.Ամանոր) по-древнеармянски «ам-год» и «нор-новый». Его празднование происходило в конце июля (в соответствии с древнеармянским календарём), месяце, когда созревают многие плоды; праздник носил и название «Навасард» (Новый год по-пехлевийски). Главное и наиболее пышное поклонение божеству происходило в Багаване, недалеко от Диядина, где находился главный алтарь.
Тигран I Ервандуни возвёл жертвенник около могилы своего брата в Багаване; на этом алтаре паломники могли принимать участие в жертвоприношениях, отведать мяса и напитков и провести здесь ночь в качестве гостей.

## Аманор в мифологии
Согласно легенде, бог природы Аматур признался в любви к богине Аманор, которая позже стала его женой, и дал ей яблоко. Эта легенда стала основой традиции прощать друг друга и давать друг другу яблоки в новогоднюю ночь.

## Ванатур
Значение имени «Ванатур» (арм. Վանատուր) пояснял Мовсес Хоренаци. Оно означает «гостеприимный» и связано с размещением тысяч паломников, прибывавших в Багаван. Ванатур был верховным богом армянского пантеона, аналогом Зевса, но в связи с влиянием персидской культуры он был позже «заменён» Арамаздой, когда армяне начали почитать зороастрийского Ахура Мазду в качестве главного божества своего пантеона.
После того как христианство стало в Армении государственной религией, языческий праздник в честь Ванатура был запрещён Григорием Просветителем.

## В современной культуре
В 1990 году возникло движение солнцепоклонников в Армении. В 2012 году они начали исполнять ритуал поклонения Ванатуру, божеству гостеприимства.